# 告白 (ルソー)
『告白』（こくはく、仏: Les Confessions）は、1764年から1770年にかけて書かれ、1782年と1788年に死後出版された、フランスの哲学者ジャン＝ジャック・ルソーによる自伝。『告白録』（こくはくろく）、『懺悔録』（ざんげろく）とも。『エミール』出版を契機として逃亡生活を余儀なくされたルソーが、当時のフランス社会に対して自身の弁明を行い誤解を解くこと、そして同時に将来の人間研究資料を提供する目的で書かれた。

## 構成
第1部（6巻）と第2部（6巻）の全12巻で構成される。第1部は作家になる前の「幸福な前半生」時代を書いたもので、死後の1781年に出版、第2部は作家になった後の「不幸な後半生」時代を書いたもので、その7年後の1788年に出版された。
第1部は少年・青年時代を率直かつ詳細にユーモア混じりに書いたもので、第2部は晩年の被害妄想の影響下に書かれた暗い内容となっている。

## 近代日本への影響
ルソーは日本では、明治時代初期の自由民権運動の頃に、『社会契約論』が大きな影響力を持ったが、この『告白』は明治時代後期、森鷗外がドイツ語訳からの抄訳を1891年に初出版して以降、島崎藤村など、日本近代文学の成立に影響を与えた。

## 日本語訳
- 井上究一郎訳 『告白録』（上・中・下） 新潮文庫、1958年
  - 井上究一郎訳 「告白録」『世界文学全集 第2集 第5』 河出書房新社、1964年
- 桑原武夫ほか訳 『告白』（上・中・下） 岩波文庫、1965年
  - 『世界古典文学全集49　ルソー　告白』 筑摩書房、1966年。樋口謹一・多田道太郎と共訳
- 小林善彦訳『ルソー全集（1・2） 告白』 白水社、1979年
  - 小林善彦訳 『ルソー選集（1・2・3） 告白』 白水社、1986年。選書版